# Never End
Singles de Namie Amuro
Love 2000
(2000) Please Smile Again
(2000)
Never End est le 17e single de l'artiste japonaise Namie Amuro. Il est sorti le 12 juillet 2000, en tant que premier single de son cinquième album studio Break the Rules. Le morceau a été réalisé spécialement pour le 26e sommet du G8 qui a eu lieu dans la préfecture d'origine de Namie, Okinawa, en juillet de cette année-là. Never End a été écrit, composé et arrangé uniquement par son producteur de longue date Tetsuya Komuro. Musicalement, c'est une ballade pop qui s'inspire de la musique d'Okinawa. Au niveau des paroles, la chanson décrit des souvenirs lointains, des lieux lointains et des émotions lointaines, indiquant un désir de connexion et de compréhension.
Les critiques musicaux ont loué la voix de Namie sur la chanson ainsi que sa composition. Commercialement, elle a bien fonctionné au Japon, atteignant la deuxième place du classement des singles Oricon, devenant le 16e single solo consécutif de Namie dans le top 10 et recevant une double certification de platine de la Recording Industry Association of Japan (RIAJ). Never End a été le dernier single CD de Namie à être vendu à plus de 100 000 exemplaires jusqu'à  60s 70s 80s huit ans plus tard.
Masashi Mutō a réalisé le clip vidéo du single, qui est apparu sur ses albums vidéo Filmography et Best Clips. Il a également été présenté sur les listes de chansons de plusieurs concerts de Namie et des sorties live ultérieures. "Never End" a été retravaillé et réenregistré pour le deuxième album des plus grands succès de Namie, Love Enhanced Single Collection, sorti en 2002, ainsi que pour son dernier album des plus grands succès, Finally.

## Contexte et composition

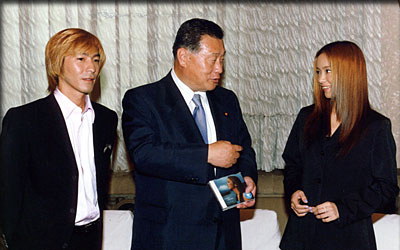
Tetsuya Komuro et Namie Amuro présentent un CD single au Premier ministre Yoshiro Mori au cabinet du Premier ministre le 11 juillet 2000

L'inspiration pour Never End est venue en janvier 2000, lorsque Tetsuya Komuro, qui était à Fukuoka en tournée avec Globe à l'époque, a été sollicité par téléphone par l'ancien Premier ministre Keizō Obuchi pour composer une chanson d'image pour le 26e sommet du G8 (rencontre au sommet des principaux pays) en tant que producteur musical général du sommet. Au même moment, il a également reçu une commande disant : « Nous voulons vraiment que Namie chante pour nous. » Par la suite, la chanson a été terminée, mais après la mort soudaine de Keizō, le ton brillant de la chanson a été changé pour celui du produit final, et la mélodie a été retravaillée. La bande maîtresse de la chanson terminée a été dédiée aux funérailles conjointes de Keizō le 8 juin de la même année. Une fois la chanson terminée, le single CD a été présenté au Premier ministre de l'époque, Yoshirō Mori.
Au cours du processus de production, Tetsuya a visité la préfecture d'Okinawa à plusieurs reprises et a échangé des opinions avec des musiciens locaux et des professeurs d'université d'arts traditionnels. Dans une interview avec Time Asia, Namie a déclaré que Keizō lui avait demandé de chanter au sommet lors d'une fête en novembre ou décembre de l'année précédente, ce qui s'était produit après que Tetsuya ait déjà parlé à Keizō.  Quant à la chanson elle-même, Namie a déclaré dans la même interview qu'elle sentait que la chanson avait de nombreuses significations et que les gens auraient leurs propres interprétations de celle-ci.
Never End a été entièrement écrit, composé et arrangé par Tetsuya Komuro. La composition et la mélodie de Never End s'inspirent de la musique traditionnelle d'Okinawa. Des musiciens d'Okinawa tels que China Sadao, Nēnēs , Keiko Higa et d'autres ont participé à l'enregistrement. Trente filles d'écoles primaires et secondaires (à l'époque) vivant dans la préfecture d'Okinawa ont participé au chœur.

## Liste des titres
| 1. | NEVER END (Radio Edit)   | 6:26 |
| 2. | NEVER END (Original Mix) | 6:26 |
| 3. | NEVER END (Chanpuru Mix) | 6:08 |
| 4. | NEVER END (Acappella)    | 6:04 |